# Choneplax lata
Choneplax lata är en blötdjursart som först beskrevs av Guilding 1829.  Choneplax lata ingår i släktet Choneplax och familjen Cryptoplacidae. Inga underarter finns listade i Catalogue of Life.